# Bragança Fernandes
António Gonçalves Bragança Fernandes (Porto, 9 de setembro de 1948) é um engenheiro civil e político português.
Desempenhou funções como Presidente da Câmara Municipal da Maia até 2017.

## Biografia
Iniciou os estudos na Escola Primária de Moutidos, que prosseguiu no Liceu Alexandre Herculano. Fez os estudos superiores em Inglaterra, onde frequentou diversas instituições conceituadas em seu meio, a saber, Institution of Civil Engineers (ICE), Institution of Incorporated Engineers (IIE)  e a Institution of Highways and Transportation (IHT).
Regressou a Portugal como funcionário de uma empresa britânica, no âmbito da construção da Refinaria de Sines; continuaria depois a sua actividade profissional em empresas portuguesas, nomeadamente na área das obras públicas.
Em 1989 foi convidado por José Vieira de Carvalho para integrar a lista política que à data liderava, e que concorria às Eleições Autárquicas, tendo sido eleito Vereador para o mandato 1990–1993, vindo a tomar posse em 6 de Janeiro de 1990.
Após as eleições de 2001 assumiu a função de Vice-Presidente da Câmara Municipal da Maia e, em Junho de 2002, por motivo do falecimento de Vieira de Carvalho, tomou posse como Presidente, cargo para o qual viria a ser eleito em 2005 e reeleito em 2009, tendo-se candidatado a um último mandato em 2013.
Devido a esses cargos autárquicos, desempenha actualmente diversas funções tais como:
- Presidência do Conselho de Administração dos S.M.E.A.S. da Maia;
- Presidência do Conselho de Administração da Empresa Metropolitana de Estacionamento da Maia E.M.;
- Presidência do Conselho de Administração da TECMAIA;
- Presidência da Assembleia Geral das Águas do Cávado, S.A.;
- Membro da Espaço Municipal, E.M.;
- Membro da TUM – Transportes Urbanos da Maia, E.M.;
- Membro da Academia das Artes da Maia - Produções Culturais, E.M.; e
- Membro da Assembleia Intermunicipal da LIPOR – Serviço Inter-Municipalizado de Tratamento de Lixos da Região do Porto.[6]
- Membro da Junta Metropolitana do Porto
- Auditor de Defesa Nacional
- Presidente da Comissão Política Concelhia do PSD Maia (desde 2009)
- Membro da Mesa da Assembleia Distrital do Porto do PSD (desde 2011)

Outras aptidões, competências e experiências:
- Conselheiro Nacional do PSD (2010)
- Vice-presidente da Mesa da Assembleia Distrital do PSD Porto (2009 – 2011)
- Presidente da Mesa da Assembleia Geral de diversas Coletividades e
- Associações do Concelho da Maia
- Sócio Honorário de diversas Coletividades e Associações do Concelho da Maia
- Sócio fundador de diversas Coletividades e Associações do Concelho da Maia
- Presidente da Mesa da Assembleia Geral da Metro do Porto
- Administrador da NETDOURO – Gestão de Infra estruturas e Telecomunicações, SA
- Administrador das Águas do Cávado
- Administrador da Portgás

É ainda Membro da Mesa Regedora da Santa Casa da Misericórdia da Maia  e Presidente da Assembleia Geral de inúmeras Colectividades e Associações do Concelho, sendo, em muitas delas, seu sócio honorário.
O seu gosto pelo desporto fez com que tivesse sido dirigente do Futebol Clube do Porto, com pelouros tão importantes como o das instalações.
No mandato actual, enquanto Presidente da Câmara Municipal da Maia, tutela os pelouros das Finanças, Administração e Contratação Pública, Obras Municipais, Manutenção de Estruturas Municipais e Redes Viárias, Transportes, Gestão de Frota e Trânsito, Educação, Saúde, Higiene e Segurança no Trabalho, Desporto, Fundos Comunitários e Fundos de Investimento Imobiliário, Relacionamento com Empresas Públicas, Recepções Provisórias e Definitivas de Obras Particulares e Loteamentos.